# Campeonato Potiguar de Futebol de 2020 - Segunda Divisão
O Campeonato Potiguar de Futebol - Segunda Divisão 2020 foi a 22ª edição do campeonato estadual de futebol da 2ª divisão do Rio Grande do Norte.

## Regulamento
O Campeonato Estadual de Futebol Profissional da 2ª Divisão 2020 será disputado em pontos corridos.
Na fase – classificatória - os Clubes jogarão entre si, dentro do próprio grupo, no sistema de ida e volta, o primeiro colocado garante o acesso a (Primeira Divisão 2021) .

### Critérios de desempate
Em caso de empate entre duas ou mais equipes no número de pontos ganhos, foram aplicados os seguintes critérios de desempate, na seguinte ordem:
| Entre duas equipes: - Maior número de vitórias; - Confronto direto; - Maior saldo de gols; - Maior número de gols marcados; - Menor número de gols sofridos; - Menor número de cartões vermelhos; - Menor número de cartões amarelos; - Sorteio. | Entre três ou mais equipes: - Saldo de gols nos jogos realizados nos confrontos, entre as equipes empatadas; - Maior número de vitórias em toda competição; - Maior saldo de gols durante toda competição; - Maior número de gols marcados durante toda competição; - Menor número de gols sofridos durante toda competição; - Menor número de cartões vermelhos em todo campeonato; - Menor número de cartões amarelos em todo campeonato; - Sorteio |

## Participantes
| Equipe        | Cidade     | Em 2019                    | Estádio     | Capacidade | Títulos        |
| Alecrim       | Natal      | 2º (Segunda Divisão 2019)  | Frasqueirão | 15 082     | 0 (não possui) |
| Palmeira      | Goianinha  | 8º (Primeira Divisão 2020) | Nazarenão   | 7 000      | 1 (2018)       |
| Parnamirim    | Parnamirim | 6º (Segunda divisão 2019)  | Frasqueirão | 15 082     | 0 (não possui) |
| Visão Celeste | Parnamirim | 5º (Segunda divisão 2019)  | Frasqueirão | 15 082     | 0 (não possui) |